# Tava

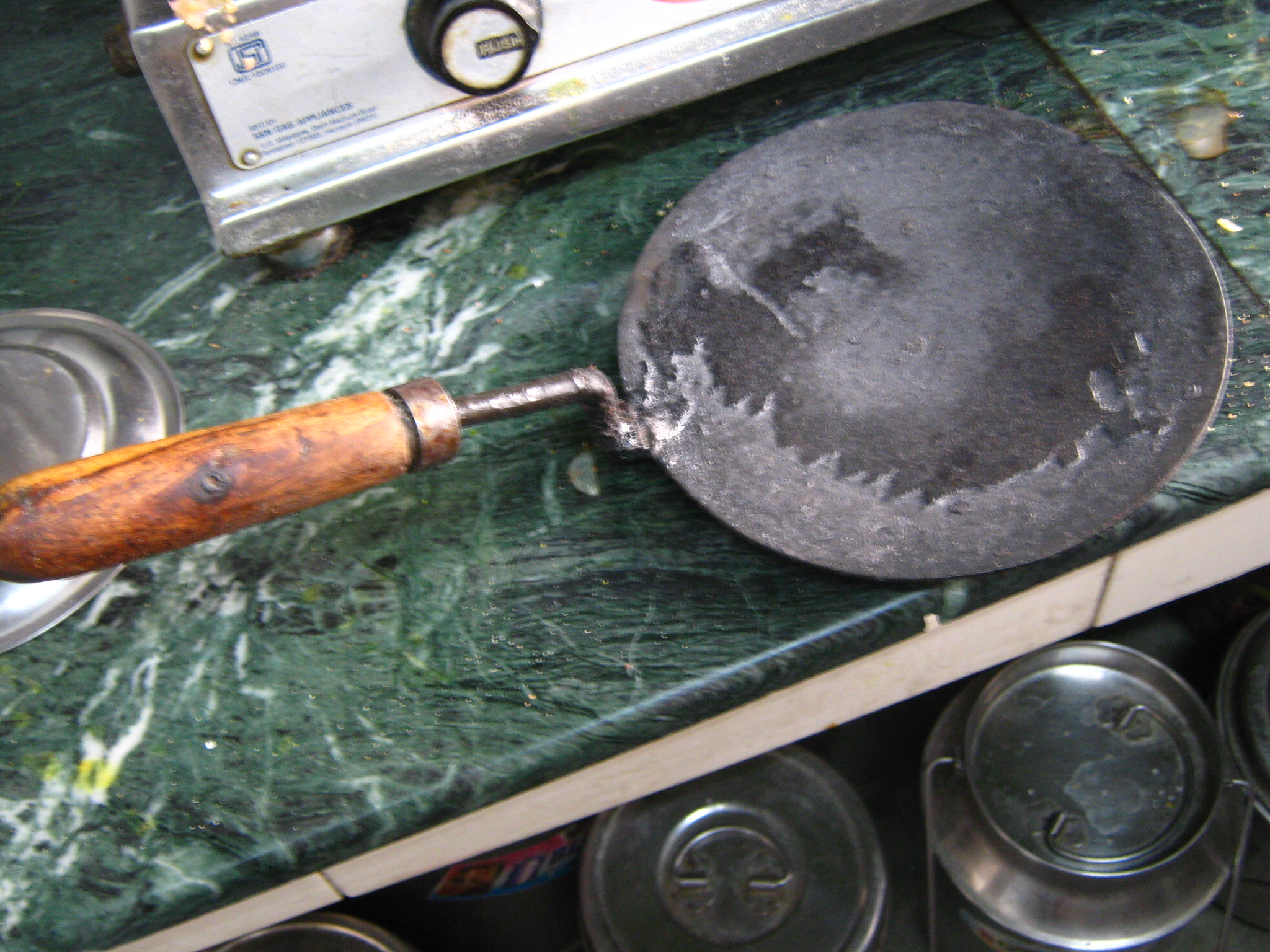
Una tava.

Una tava o  saj es una plancha grande, plana o ligeramente cóncava, con forma circular hecha de hierro fundido, acero o aluminio. Es uno de los muchos utensilios de cocina usado en las cocinas india y pakistaní. Se usa concretamente para preparar varios tipos de roti o pan, incluyendo chapati, paratha, chaap, Pav Bhaji, chaat, etcétera. La tava también se usa para elaborar platos de India del Sur, como la dosa o el pesarattu. También se emplea para una clase de recetas llamada tava masala.

## Galería

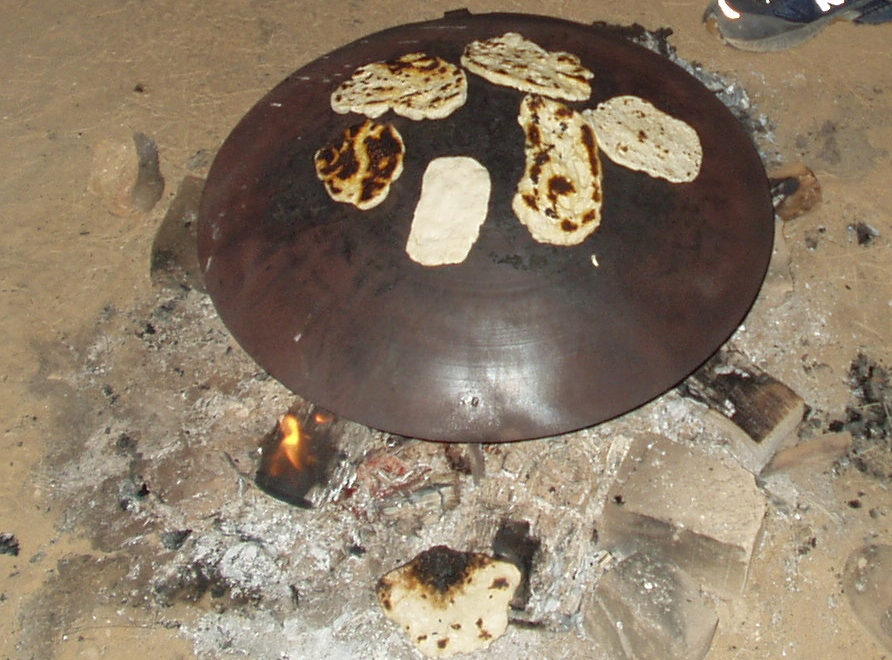
Pan saj cocinado en una tava
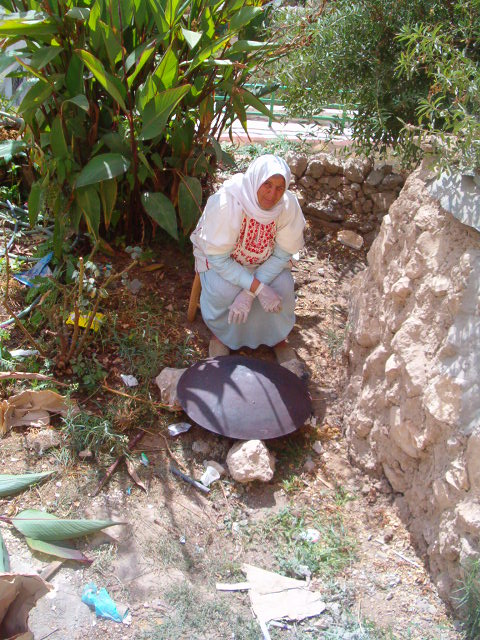
Una mujer palestina cocina pan markook en una saj en una población cerca de Belén.
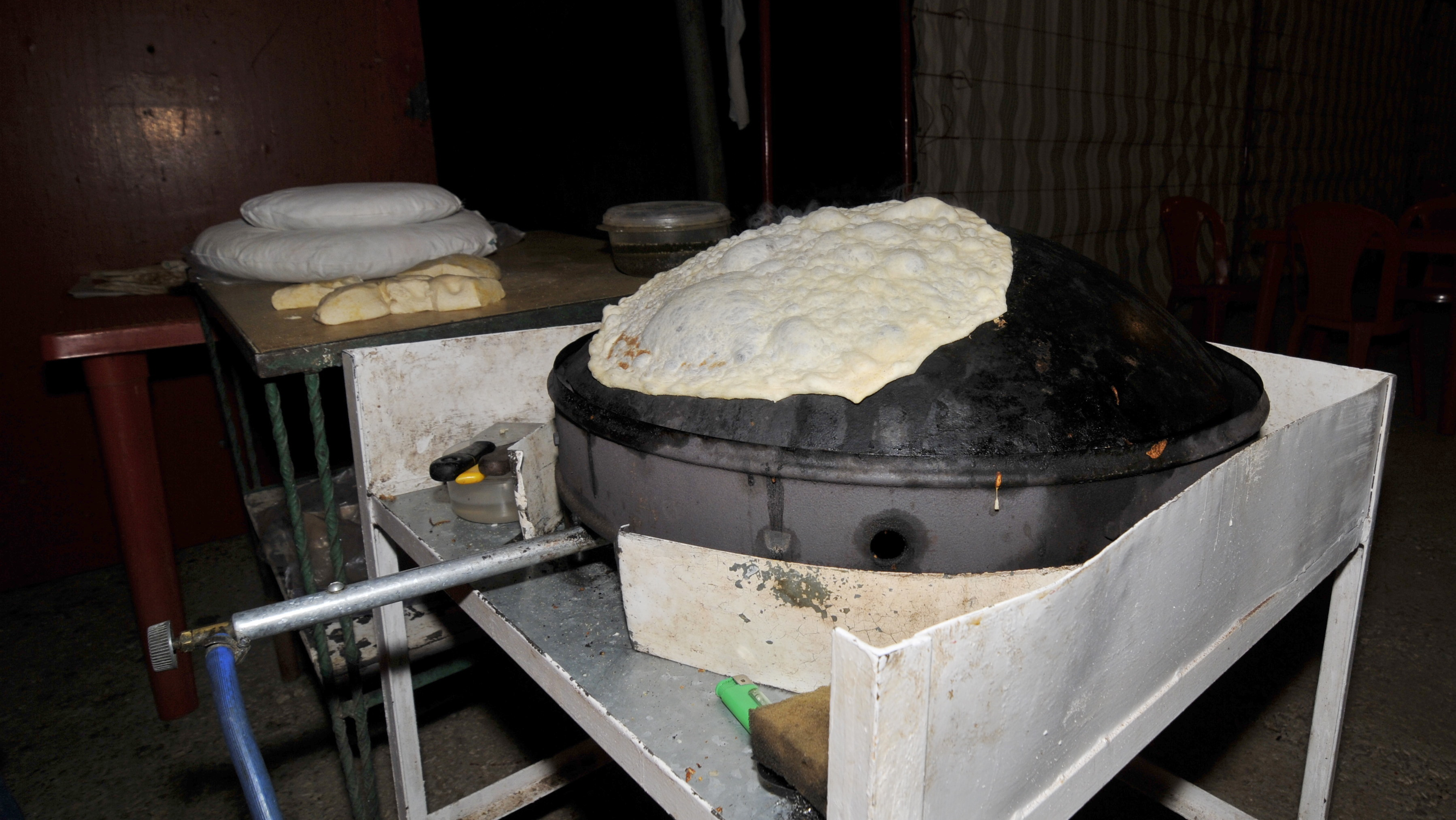
Markook cocinado en una saj.
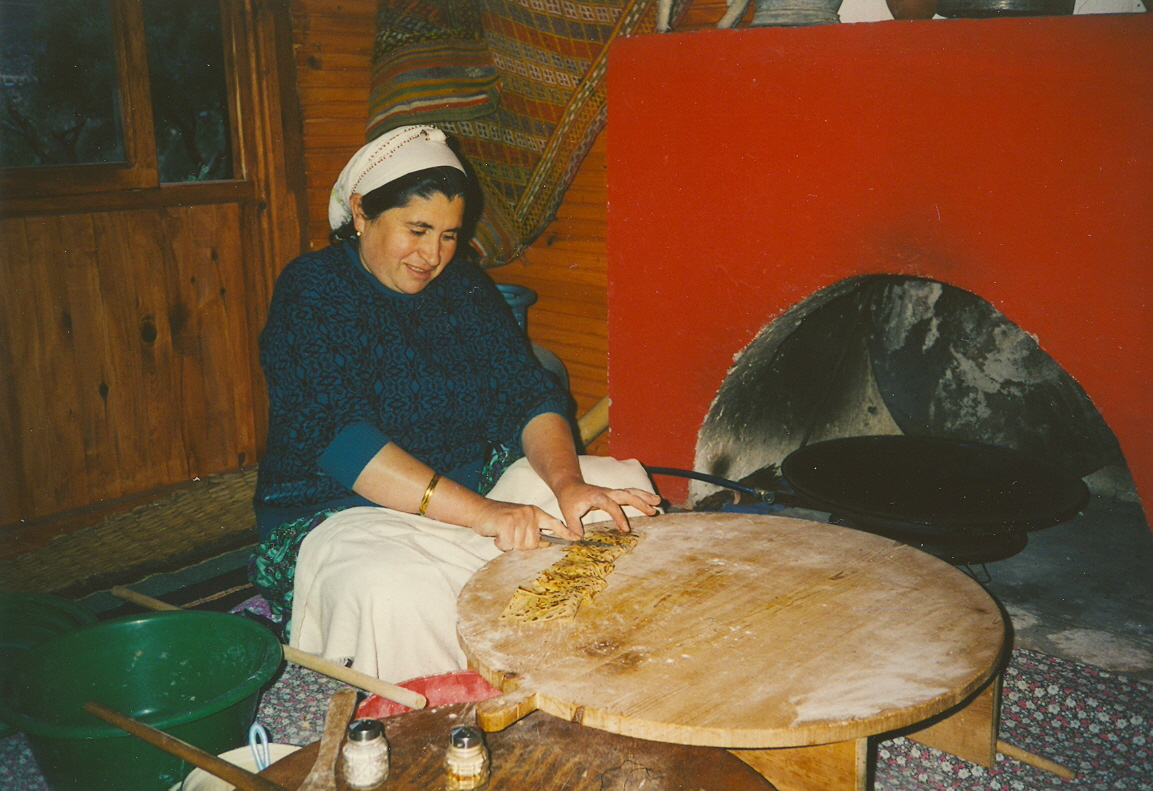
Una saç (atrás) en un restaurante cerca de Antalya